# Elena Lukauskienė
Elena Lukauskienė (gesch. Raclauskienė, geb. Stankevičiūtė; * 1. Januar 1909; † 17. März 1959) war eine litauische Schachspielerin und litauische Einzelmeisterin der Frauen.

## Leben
Elena Stankevičiūtė wuchs in der damaligen litauischen Hauptstadt Kaunas auf.  Raclauskienė nahm an der Schachweltmeisterschaft der Frauen 1939 teil, wo sie den 18. Platz belegte. Nach dem Zweiten Weltkrieg nahm sie an den Turnieren in der Sowjetunion teil. 1949 wurde sie sowjetlitauische Einzelmeisterin der Frauen. 1950, 1951, 1952 belegte sie den 3. Platz bei der sowjetlitauischen Schachmeisterschaft der Frauen.
Elena Lukauskienė war eine von Gerechten unter den Völkern aus Litauen. 1944 nahm ihre Familie zwei jüdische Kinder vom Konzentrationslager Kauen auf.

## Familie
Sie war zweimal verheiratet. Ihr erster Ehemann war Raclauskas und der zweite Mikas Lukauskas (1911–1996), Meister in der Druckerei „Žaibas“. Die Familie lebte in Žaliakalnis, Kaunas.